# Збигнев Бжежински
Збѝгнев Кажѝмеж Бжежѝнски (на полски: Zbigniew Kazimierz Brzeziński), известен също като Збиг, е американски политолог, социолог и държавен служител от полски произход. Съветник и член на настоятелството на Центъра за стратегически и международни проучвания в САЩ.

## Биография
Роден във Варшава на 28 март 1928 г. в семейството на дипломат, той израства в Канада. Получава бакалавърска и магистърска степен от университета Макгил, а университетът Харвард го прави доктор на философските науки. По-късно той става гражданин на САЩ.
От 1977 до 1981 г. Бжежински работи като държавен съветник по сигурността на американския президент Джими Картър, където е известен със своята неотстъпчива политика спрямо СССР и подкрепата си за тренировъчните лагери в Пакистан и Афганистан, които са управлявани от пакистанските служби за сигурност и получавали финансова подкрепа от ЦРУ и британските МИ6.
През 2009 г. пред чешката телевизия ЧТК заявява: „Източноевропейците да престанат да се държат като малки деца и да започнат да решават проблемите си сами, а не да пътуват до САЩ, за да се оплакват от руската агресия например ... Москва се опитва да възстанови влиянието си в Източна Европа, като използва икономически инструменти ... не трябва да се драматизират нещата, а да си дадете сметка, че щом има такъв проблем, отговорността за неговото решаване е на самите източноевропейци.“
Гостува в България през април 1995 г. за участие в международната конференция „Карнегиевата анкета и Балканите днес“, организирана от фондацията на Джон Паница „Свободна и демократична България“.
Умира на 26 май 2017 г.

## Отличия
- През 2001 г. е удостоен с орден „Стара планина“ първа степен.[2]

### Основни съчинения
- The Permanent Purge: Politics in Soviet Totalitarianism.   Harvard University Press, 1956.
- Soviet Bloc: Unity and Conflict.   Harvard University Press, 1967. ISBN 978-0-674-82545-1.
- Between Two Ages: America's Role in the Technetronic Era.   Viking Press, 1970. ISBN 978-0-313-23498-9.
- Power and Principle: Memoirs of the National Security Adviser, 1977 – 1981.   Farrar, Straus, Giroux, 1983. ISBN 978-0-374-23663-2.
- Game Plan: A Geostrategic Framework for the Conduct of the U.S.-Soviet Contest.   Atlantic Monthly Press, 1986. ISBN 978-0-87113-084-6.
- Grand Failure: The Birth and Death of Communism in the Twentieth Century.   Collier Books, 1990. ISBN 978-0-02-030730-3.
Бжежински, Збигнев. Големият провал: Раждането и смъртта на комунизма в ХХ век.   Народна култура, 1991.
- Out of Control: Global Turmoil on the Eve of the 21st Century.   Collier Books, 1993. ISBN 978-0-684-82636-3.
Бжежински, Збигнев. Извън контрол: Глобален безпорядък в навечерието на XXI век.   Обсидиан, 1994.
- The Grand Chessboard: American Primacy and Its Geostrategic Imperatives.   Basic Books, 1997. ISBN 0-465-02725-3.
Бжежински, Збигнев. Голямата шахматна дъска.   Обсидиан, 1997.
- The Choice: Global Domination or Global Leadership.   Basic Books, 2004. ISBN 978-0-465-00800-1.
Бжежински, Збигнев. Изборът.   Обсидиан, 2004. ISBN 978-954-769-065-3.
- Second Chance: Three Presidents and the Crisis of American Superpower.   Basic Books, 2007. ISBN 978-0-465-00252-8.
- America and the World: Conversations on the Future of American Foreign Policy.   Basic Books, 2008. ISBN 978-0-465-01501-6.
Бжежински, Збигнев и др. Америка и светът.   Весела Люцканова, 2010.
- Strategic Vision: America and the Crisis of Global Power.   Basic Books, 2012. ISBN 978-0-465-02954-9.